# Andrzej Tarczyński
Andrzej Tarczyński (ur. 1962) – polski socjolog, dr hab. nauk humanistycznych, profesor uczelni Instytutu Komunikacji Społecznej i Mediów Uniwersytetu Kazimierza Wielkiego.

## Życiorys
28 lutego 1991 obronił pracę doktorską Honor jako kategoria społeczna i moralna (z dziejów honoru w Polsce w okresie międzywojennym), 14 czerwca 2002 habilitował się na podstawie pracy zatytułowanej Wartości i postawy w obliczu zderzenia systemów kulturowych. Hiszpańscy zdobywcy XVI wieku wobec Nowego Świata. Został zatrudniony na stanowisku profesora nadzwyczajnego w Katedrze Socjologii na Wydziale Administracji i Nauk Społecznych Uniwersytetu Kazimierza Wielkiego, oraz w Instytucie Socjologii na Wydziale Humanistycznym Uniwersytetu Mikołaja Kopernika w Toruniu.
Był kierownikiem w Katedrze Socjologii na Wydziale Administracji i Nauk Społecznych Uniwersytetu Kazimierza Wielkiego.
Jest profesorem uczelni w Instytucie Komunikacji Społecznej i Mediów Uniwersytetu Kazimierza Wielkiego.